# Rutger Smith
Rutger Smith, né le 9 juillet 1981 à Groningue, est un athlète néerlandais, spécialiste du lancer du poids et du lancer du disque.

## Biographie
En 2012, Rutger Smith décroche la médaille d'argent du lancer du poids lors des Championnats d'Europe d'Helsinki avec un jet de 20,55 m, s'inclinant face à l'Allemand David Storl (21,58 m).
Le 9 juillet 2016, Smith prend la 11e place des Championnats d'Europe d'Amsterdam avec un jet à 59,99 m, après avoir réalisé 63,85 m en qualifications la veille.
En août 2017, lors des championnats du monde de Londres, il reçoit sur tapis vert sa médaille de bronze des mondiaux de 2007. Concernant son absence sur la saison, il annonce qu'il se fera opérer du coude et aimerait continuer jusqu'en 2019.

## Palmarès
| Date | Compétition                          | Lieu              | Résultat | Épreuve | Distance |
| ---- | ------------------------------------ | ----------------- | -------- | ------- | -------- |
| 1999 | Championnats d'Europe juniors        | Riga              | 1er      | Poids   | 18,27 m  |
| 1999 | Championnats d'Europe juniors        | Riga              | 1er      | Disque  | 52,89 m  |
| 2000 | Championnats du monde juniors        | Santiago du Chili | 1er      | Poids   | 19,48 m  |
| 2000 | Championnats du monde juniors        | Santiago du Chili | 3e       | Disque  | 58,70 m  |
| 2001 | Universiade                          | Pékin             | 12e      | Poids   | 18,17 m  |
| 2001 | Universiade                          | Pékin             | 11e      | Disque  | 55,70 m  |
| 2002 | Championnats d'Europe                | Munich            | 8e       | Poids   | 19,73 m  |
| 2003 | Championnats d'Europe espoirs        | Bydgoszcz         | 3e       | Poids   | 20,18 m  |
| 2003 | Championnats d'Europe espoirs        | Bydgoszcz         | 1er      | Disque  | 59,90 m  |
| 2005 | Championnats d'Europe en salle       | Madrid            | 2e       | Poids   | 20,79 m  |
| 2005 | Championnats du monde                | Helsinki          | 2e       | Poids   | 21,29 m  |
| 2006 | Championnats d'Europe                | Göteborg          | 3e       | Poids   | 20,70 m  |
| 2006 | Championnats d'Europe                | Göteborg          | 7e       | Disque  | 64,46 m  |
| 2006 | Finale mondiale                      | Stuttgart         | 3e       | Poids   | 20,74 m  |
| 2007 | Championnats du monde                | Osaka             | 3e       | Poids   | 21,13 m  |
| 2007 | Championnats du monde                | Osaka             | 3e       | Disque  | 66,42 m  |
| 2007 | Finale mondiale                      | Stuttgart         | 5e       | Poids   | 20,01 m  |
| 2008 | Championnats du monde en salle       | Valence           | 4e       | Poids   | 20,78 m  |
| 2008 | Jeux olympiques                      | Pékin             | 7e       | Poids   | 20,41 m  |
| 2008 | Jeux olympiques                      | Pékin             | 7e       | Disque  | 65,39 m  |
| 2012 | Championnats du monde en salle       | Istanbul          | 7e       | Poids   | 20,30 m  |
| 2012 | Coupe d'Europe hivernale des lancers | Bar               | 3e       | Disque  | 63,30 m  |
| 2012 | Championnats d'Europe                | Helsinki          | 2e       | Poids   | 20,55 m  |
| 2012 | Championnats d'Europe                | Helsinki          | 3e       | Disque, | 64,02 m  |
| 2016 | Championnats d'Europe                | Amsterdam         | 11e      | Disque  | 59,99 m  |

## Records
| Épreuve          | Performance | Lieu  | Date             |
| ---------------- | ----------- | ----- | ---------------- |
| Lancer du poids  | 21,62 m     | Leyde | 16 juin 2006     |
| Lancer du disque | 67,77 m     | Weert | 6 septembre 2011 |